# 淵田敬三
淵田 敬三（ふちた けいぞう、1954年11月18日 - ）は、日本の実業家。浦和レッドダイヤモンズ取締役社長付。

## 人物
神奈川県横浜市出身。東京都立小山台高等学校、慶應義塾大学経済学部卒業。高校時代はサッカー部に所属。
1978年三菱自動車工業株式会社入社。米国子会社副社長、関東三菱自動車販売株式会社社長を経て、2014年浦和レッドダイヤモンズ社長に就任。2019年に退任し、取締役社長付に就任。

## 略歴
- 1978年3月 慶應義塾大学経済学部卒業
- 1978年4月 三菱自動車工業株式会社名古屋自動車製作所総務部入社
- 2005年4月 同社執行役員、管理本部長
- 2009年1月 同社執行役員、ミツビシ・モーターズ・ノース・アメリカ・インク取締役副社長
- 2011年4月 関東三菱自動車販売株式会社代表取締役社長就任
- 2014年1月 関東三菱自動車販売株式会社代表取締役社長退任
- 2014年2月 浦和レッドダイヤモンズ株式会社代表取締役就任
- 2019年1月 浦和レッドダイヤモンズ株式会社代表取締役退任
- 2019年2月 浦和レッドダイヤモンズ株式会社取締役社長付就任